# Grupo Desportivo Sagrada Esperança
El Grupo Desportivo Sagrada Esperança, usualment anomenat Sagrada Esperança, és un club de futbol de la ciutat de Dundo, Angola.

## Palmarès
- Lliga angolesa de futbol: [1]
  - 2005, 2021[2]
- Copa angolesa de futbol: 
  - 1988, 1999